# Roinville (Essonne)
Roinville je obec v jihozápadní části metropolitní oblasti Paříže ve Francii v departmentu Essonne a regionu Île-de-France. Od centra Paříže je vzdálena 42 km.

## Geografie
Sousední obce: Dourdan, Saint-Cyr-sous-Dourdan, Le Val-Saint-Germain, Sermaise, Les Granges-le-Roi, La Forêt-le-Roi a Boissy-le-Sec.

## Vývoj počtu obyvatel
Počet obyvatel